# آتاگی فویویاسو
آتاگی فویویاسو (به ژاپنی: 安宅 冬康 Atagi Fuyuyasu); ۱ ژانویهٔ ۱۵۲۸ – ۱۷ ژوئن ۱۵۶۴) شاعر و از خاندان میوشی سومین پسر میوشی موتوناگا و برادر میوشی ناگایوشی، میوشی یوشی‌کاتا و سوگو کازوماسا اهل ژاپن بود.
پسر وی آتاگی نوبویاسو نام داشت.